# غلامرضا مولابیگی
غلامرضا مولابیگی (زاده ۱۳۵۴ رزن) قاضی و حقوقدان ایرانی است که در ۱۲ آبان ۱۴۰۰ از سوی مجلس شورای اسلامی با کسب ۱۴۱ رأی از مجموع ۲۳۲ به عنوان عضو حقوقدان شورای نگهبان انتخاب شد.
وی که از قضات برجسته و باسابقه دیوان عدالت اداری و متخصص در حوزه‌های حقوق اداری، حقوق کار و تأمین اجتماعی، حقوق مالیاتی، حقوق شهرسازی و اراضی است، پس از معرفی توسط ریاست قوه قضائیه، توسط نمایندگان مجلس به سمت عضو حقوقدان شورای نگهبان انتخاب گردید.

## سوابق
- عضو حقوقدان شورای نگهبان
- معاونت قضایی دیوان عدالت اداری[۱]
- معاون حقوقی، پیشگیری و پژوهش دیوان عدالت اداری
- مدیرکل حوزه ریاست و روابط عمومی دیوان عدالت اداری[۲]
- مستشار شعبه اول تجدیدنظر دیوان عدالت اداری[۳]
- رئیس هیئت تخصصی کار و تأمین اجتماعی دیوان عدالت اداری
- رئیس هیئت تخصصی آموزشی و فرهنگی دیوان عدالت اداری
- عضو کمیسیون تطبیق مصوبات سازمان بازرسی کل کشور
- عضو شورای تخصصی راهبردی حقوقی رسانه ملی[۴]
- بازپرس دادسرای عمومی و انقلاب

## تالیفات

### کتب
1. «صلاحیت و آیین دادرسی دیوان عدالت اداری»، انتشارات جنگل، چاپ هشتم، ۱۴۰۴
2. «حقوق مالیاتی با رویکرد تحلیلی کاربردی»، انتشارات ترمه، چاپ سوم، ۱۴۰۳
3. «رسیدگی به اختلافات مالیاتی»، انتشارات پژوهشگاه قوه قضائیه، چاپ دوم، ۱۴۰۲
4. «بیمه بیکاری»، انتشارات جنگل، چاپ اول، ۱۳۸۸

### مقالات:
- «تحلیلی بر دادخواهی سازمان بازرسی کل کشور در شعب دیوان عدالت اداری»، تابستان ۱۴۰۳
- «نظارت شعب دیوان عدالت اداری بر ترک فعل اداری (شرح و تحلیل ماده ۱۶ قانون دیوان عدالت اداری)»، بهار ۱۴۰۳
- «تحلیلی بر ماهیت اساسنامه‌های مصوب دولت و کیفیت نظارت بر آن»، بهار ۱۴۰۳
- «دلیل و نقش دادرسی اداری در نظام اثبات دعوا»، پاییز ۱۴۰۳
- «تحصیل دلیل در دادرسی اداری در پرتو حمایت از حقوق شهروندان»، تابستان ۱۴۰۲
- «رسیدگی اداری، مقدمه رسیدگی قضایی؛ با نگاهی بر صلاحیت دیوان عدالت اداری در رسیدگی به شکایات علیه نهادهای اداری»، تابستان ۱۴۰۲
- «رویکرد دیوان عدالت اداری نسبت به تسری اثر ابطال مقررات به زمان تصویب»، شماره ۳۲، پاییز ۱۴۰۱
- «نقد و بررسی تبدیل وضعیت‌های خرید خدمت به پیمانی، پیمانی به رسمی آزمایشی و رسمی آزمایشی به رسمی قطعی در رویه قضایی دیوان عدالت اداری»، پاییز ۱۴۰۰
- «نقد و بررسی احتساب سابقه خدمت وظیفه به عنوان سوابق بیمه‌پردازی در پرتو آراء هیئت عمومی دیوان عدالت اداری»، بهار ۱۴۰۰
- «تحلیلی بر مبانی قانونی وضع عوارض توسط شوراهاو رویه دیوان عدالت اداری در خصوص عوازض مازاد بر تراکم مجاز»، زمستان ۱۴۰۰
- «تضمین حقوق اقتصادی، اجتماعی و فرهنگی، مطالعه موردی " قابلیت دادخواهی حق تامین اجتماعی در حقوق ایران و انگلستان"»، زمستان ۱۴۰۰
- «درآمدی بر مفهوم صلاحیت تشخیصی و بایسته‌های نظارت قضایی دیوان عدالت اداری بر صلاحیت تشخیصی مراجع اختصاصی اداری»، بهار ۱۴۰۰
- «چالش‌ها و الزامات انتصاب قضات در دیوان عدالت اداری با نگاهی به محاکم اداری فرانسه»، تابستان ۱۳۹۹
- «بهره‌مندی از مزایای اشتغال در مشاغل سخت و زیان آور در رویه قضایی دیوان عدالت اداری»، بهار ۱۳۹۹
- «نظام حقوقی حاکم بر رسیدگی به آراء خلاف بیّن شرع و قانون در دیوان عدالت اداری (شرح و تحلیل ماده ۷۹ قانون تشکیلات و آیین دادرسی دیوان عدالت اداری)»، پاییز و تابستان ۱۳۹۸
- «الزامات و ضوابط قانونی اعاده به خدمت ایثارگران در رویه قضایی دیوان عدالت اداری»، بهار و تابستان ۱۳۹۸
- «نقد و بررسی آراء هیئت عمومی دیوان عدالت اداری در خصوص "احتساب فوق‌العاده اضافه کار در پاداش پایان خدمت" ناظر به زمان حاکمیت قانون برنامه پنجم توسعه»، پاییز ۱۳۹۸
- «آسیب‌شناسی سازوکار کلی اجرای احکام شعب دیوان عدالت اداری در راستای تضمین حقوق عامه»، بهار و تابستان ۱۳۹۸
- «نقد و بررسی طرح اصلاح موادی از قانون تشکیلات و آیین دادرسی دیوان عدالت اداری از منظر حقوق شهروندی»، زمستان ۱۳۹۷
- «عوامل مؤثر در سقوط مسئولیت قراردادی دولت»، زمستان ۱۳۹۳

## افتخارات
- مدیر نمونه قوه قضائیه
- قاضی نمونه کشوری